# Георг Агрикола
Вижте пояснителната страница за други личности с името Агрикола.
Георг Агрикола (Agricola), истинско име Георг Бауер (24 март 1494 – 21 ноември 1555) е германски лекар, минералог и металург.
В „За минното дело и металургията в 12 книги“ (с 275 гравюри, издадени посмъртно през 1556 г.) пръв дава систематично описание на полезни изкопаеми, начини за разработването им, на металургичните процеси и др. Книгата му се превръща в основно ръководство за повече от 2 века.
Виден учен от епохата на Ренесанса, той има големи постижения и в областите на образованието, медицината, метрологията, философията и историята.